# K2-138
K2-138, EPIC 245950175 — одиночная звезда в созвездии Водолея на расстоянии приблизительно 662 световых лет (около 203 парсек) от Солнца. Видимая звёздная величина звезды — +12,21m. Возраст звезды оценивается как около 2,3 млрд лет.
Вокруг звезды обращается, как минимум, шесть планет.

## Характеристики
K2-138 — жёлто-оранжевый карлик спектрального класса K1V, или G8V. Масса — около 0,93 солнечной, радиус — около 0,92 солнечного, светимость — около 0,517 солнечной. Эффективная температура — около 5281 К.

## Планетная система
В 2018 году командой астрономов, работающих с фотометрическими данными в рамках проекта Kepler K2, было объявлено об открытии пяти планет: K2-138 b, K2-138 c, K2-138 d, K2-138 e и K2-138 f.
В 2019 году командой астрономов, работающих с фотометрическими данными в рамках проекта Kepler K2, было объявлено об открытии планеты K2-138 g.